# Utelga montereyensis
Utelga montereyensis är en plattmaskart som beskrevs av Tor Karling 1980. Utelga montereyensis ingår i släktet Utelga och familjen Koinocystididae. Inga underarter finns listade i Catalogue of Life.